# Ekene Ibekwe
Ekenechukwu Brian "Ekene" Ibekwe, (Los Ángeles, California; 19 de julio de 1985) es un jugador de baloncesto nigeriano-estadounidense. Con 2,06 de estatura, su puesto natural en la cancha es el de pívot. Actualmente forma parte de la plantilla del Club Social y Deportivo Urunday Universitario de la Liga Uruguaya de Básquetbol.

## Trayectoria
- Universidad de Maryland (2003-2007)
- Hapoel Gilboa/Afula (2007-2008)
- Besançon BCD (2008)
- Torku Konyaspor B.K. (2008-2009)
- Gigantes de Carolina (2009)
- Antalya Kepez (2009)
- Petrochimi Iman Harbour BC (2009)
- Bandırma Kırmızı (2010)
- Artland Dragons (2010-2011)
- Bayreuth (2011-2012)
- San Sebastián Gipuzkoa Basket Club (2012-2013)
- New Zealand Breakers (2014)
- Atenienses de Manatí (2015)
- Melbourne Tigers (2015)
- Gießen 46ers (2015)
- Krasny Oktyabr (2016)
- ČEZ Basketball Nymburk (2016)
- Skyliners Frankfurt (2016)
- Uşak Sportif (2017)
- Élan Chalon (2017)
- Oettinger Rockets (2017)
- Chalons-Reims (2018)
- Levallois Metropolitans (2018-2019)
- Sporting Al Riyadi Beirut (2019-2020)
- ÉB Pau-Orthez (2020)
- Chalons-Reims (2020-2021)
- Chorale Roanne Basket (2021-2022)
- Club Social y Deportivo Urunday Universitario (2022-presente)